# 昌化郡 (海南)
昌化郡，中国唐朝时设置的郡。
唐玄宗天宝元年（742年），改儋州置昌化郡，以昌化县为名。治所在义伦县（今海南省儋州市西北旧儋县）。下辖义伦县、富罗县（今海南省临高县西北）、洛场县（今海南省儋州市西北）、昌化县（今海南省昌江黎族自治县西南部）、感恩县（今海南省东方市感城镇感城村）。唐肃宗乾元元年（758年）复改为儋州。
昌化郡太守
- 杨守规（751年）